# 张祥林
张祥林（1940年12月—），山东高密人，中国人民解放军陆军将领。

## 生平
1959年1月，参加中国人民解放军。1959年1月至1962年6月，为中国人民解放军工程兵战士。1960年12月，加入中国共产党。1962年6月至1964年8月任陆军战士、副班长、班长。1964年8月至1965年1月，任陆军排长。1965年1月至1969年7月任陆军连长。1969年7月至1971年2月，任陆军团司令部作训股股长。1971年2月至1975年12月，任陆军团司令部副参谋长。1975年12月至1979年2月，任陆军团司令部参谋长。1979年2月至11月任陆军团副团长。1979年11月至1982年1月任陆军团长。1982年1月至1984年11月，任陆军师副师长。1984年11月至1988年7月，任陆军师长。1988年7月至1990年6月，任陆军集团军参谋长。1990年6月至1994年2月，任中国人民解放军陆军第二十集团军副军长。1994年2月至2000年2月，任中国人民解放军陆军第五十四集团军军长。2000年2月至2001年3月，任济南军区副参谋长。中国人民政治协商会议第十届全国委员会委员。1990年7月晋升为少将军衔。此外，担任中共第十五届中央候补委员。